# Asbury Lake
Asbury Lake is een plaats (census-designated place) in de Amerikaanse staat Florida, en valt bestuurlijk gezien onder Clay County.

## Demografie
Bij de volkstelling in 2000 werd het aantal inwoners vastgesteld op 2228.

## Geografie
Volgens het United States Census Bureau beslaat de plaats een oppervlakte van
9,3 km², waarvan 8,7 km² land en 0,6 km² water.

## Plaatsen in de nabije omgeving
De onderstaande figuur toont nabijgelegen plaatsen in een straal van 24 km rond Asbury Lake.